# Ludwig Friedrich Eichrodt
Ludwig Friedrich Eichrodt (* 9. April 1798 in Karlsruhe; † 28. Dezember 1844 ebenda) war ein deutscher Verwaltungsbeamter und Politiker.

## Leben
Geboren als Sohn des Generalmajors Karl Friedrich Eichrodt, studierte Ludwig Friedrich Eichrodt Rechtswissenschaften an der Ruprecht-Karls-Universität Heidelberg. 1814 wurde er Mitglied der Burschenschaft Teutonia Heidelberg und des Corps Suevia Heidelberg. Nach dem Studium wurde er 1818 Rechtspraktikant. 1824 erhielt er die Stelle eines Assessor beim Direktorium des Murg- und Pfinzkreises in Durlach und wurde im folgenden Jahr zum Kreisrat befördert. 1828 wurde er Oberamtmann und Amtsvorstand des Bezirksamts Säckingen. 1831 wechselte er als Stadtdirektor und Amtsvorstand zum Oberamt Heidelberg.
Eichrodt wurde 1836 als Ministerialrat in das badische Ministerium des Innern nach Karlsruhe berufen, wo er 1839 zum Vorsitzenden Rat und 1842 zum Ministerialdirektor aufstieg. Vom 4. November 1844 bis zu seinem Tod am 28. Dezember 1844 war er Staatsrat und Innenminister im Kabinett Boeckh.
Von 1837 bis 1838 gehörte Eichrodt für den Ämterwahlbezirk 7 (Ämter Säckingen, Laufenburg, Schönau) der Zweiten Kammer und von 1839 bis 1842 als Vertreter der Universität Heidelberg der Ersten Kammer der Badischen Ständeversammlung an. 1838 gehörte er dem Vorstand des Verwaltungsrats der General Witwen- und Brandkasse an.
Der humoristische Dichter und Jurist Ludwig Eichrodt war sein Sohn.

## Auszeichnungen
- Ritterkreuz des Ordens vom Zähringer Löwen, 1832
- Ernennung zum Geheimen Referendär, 1837
- Kommandeurkreuz des Ordens vom Zähringer Löwen, 1841
- Kommandeurkreuz des Ordens der Württembergischen Krone, 1843
- Kommandeurkreuz II. Klasse des kurhessischen Hausordens vom Goldenen Löwen, 1843